# Eclipse lunar de 8 de novembro de 2022
| Eclipse Lunar Total 8 de novembro de 2022                        | Eclipse Lunar Total 8 de novembro de 2022 |
| ---------------------------------------------------------------- | ----------------------------------------- |
| Esquema com a passagem da lua pela sombra da Terra neste eclipse |                                           |
| Gamma                                                            |                                           |
| Saros (e membro)                                                 | 136                                       |
| Sequência de eclipses lunares                                    |                                           |
| Anterior                                                         | 16 de maio de 2022                        |
| Próximo                                                          | 5 de maio de 2023                         |
| Duração (hr:mn:sc)                                               |                                           |
| Parcial                                                          |                                           |
| Penumbral                                                        |                                           |
| Fases e Horários do Eclipse (UTC)                                |                                           |
| P1                                                               |                                           |
| U1                                                               |                                           |
| Máximo                                                           |                                           |
| U4                                                               |                                           |
| P4                                                               |                                           |

O eclipse lunar de 8 de novembro de 2022 foi um eclipse lunar total, o segundo do ano. Foi visível na Ásia, Austrália e Oceano Pacífico. É o eclipse número 20 da série Saros 136, com magnitude numbral de 1,359.